# Pekelkreeftjes (orde)
De pekelkreeftjes (Anostraca) vormen een middelgrote, vrij primitieve, orde van de kreeftachtigen. De naam werd in 1867 voorgesteld door Georg Ossian Sars, en komt van het Grieks ἄν- / an- (= zonder) en ὄστρακον / óstrakon (= scherf) wat duidt op het ontbreken van een carapax. Er zijn meer dan 270 soorten beschreven.

## Anatomie
Anostraca zijn middelgrote Branchiopoda, meestal tussen 1 en 3 cm lang. Er bestaan echter ook enkele roofsoorten die tot 10 cm worden (Branchinecta gigas).
Pekelkreeftje hebben een kop zonder rostrum. De twee samengestelde ogen zijn gesteeld en functioneel (er zijn visuele elementen aanwezig). Er is meestal een derde, naupliair oog aanwezig. Antennule (antenne 1) is eentakkig met goed ontwikkelde, zweepachtige exopodiet. De tweede antenne is eentakkig. Dit tweede paar antennes is bij mannetjes sterk vergroot om er de vrouwtjes bij het paren mee te kunnen vastgrijpen. De mandibel is tweetakkig, of eentakkig en een palp kan al dan niet aanwezig zijn. Maxillipeden ontbreken.
Anostraca bezitten 10 tot 19 (meestal 11) paar bladvormige pereopoden (looppootjes). Het abdomen bestaat uit 8 somieten. Er zijn geen pleopoden. De uropoden zijn goed ontwikkeld en terminaal of subterminaal geplaatst. Er is een niet met het pleon gefusioneerd telson aanwezig.

## Ecologie
Anostraca komen voor in efemere (kortstondig bestaande) regenpoeltjes. Dit kunnen periodieke plassen zijn in gebieden met voorspelbare regenval, maar ook reservoirs die onregelmatig en met lange tussenpozen vol lopen. Pekelkreeftjes hebben zich aangepast aan twee verschillende soorten waterlichamen: hoge bergmeren en arctische vijvers enerzijds, en zoute meren anderzijds. De levenscyclus van de diertjes in de Arctische en Antarctische vijvers wordt niet gereguleerd door afwisseling tussen nat en droog, maar door de afwisseling tussen vries- en dooiperioden. In zoute meren en vijvers daarentegen, kunnen sommige soorten optreden vanaf de eerste overstroming, wanneer de zoutconcentratie laag is, tot op het punt van verzadiging. Al deze habitats hebben als gemeenschappelijk kenmerk dat er geen vissen of andere gewervelde roofdieren voorkomen.
Een bijzonder kenmerk van alle soorten pekelkreeftjes is dat ze ondersteboven zwemmen. Velen vertonen ook een diurnale migratie, waarbij in voldoende diepe poelen vooral de mannetjes 's nachts naar de oppervlakte zwemmen.
De meeste soorten voeden zich als filtervoeders. Hierbij verzamelen de pootjes voedseldeeltjes in een ventrale voedselgroef en stuwen die vervolgens naar de mond. Het voedsel bestaat dan uit eencellige algen, bacteriën en zelfs raderdiertjes en nauplii. Andere pekelkreeftjes grazen het substraat af en enkele van de grootste soorten jagen actief op andere (kleinere) soorten Anostraca, watervlooien en roeipootkreeftjes.

## Voortplanting
Anostraca planten zich meestal seksueel voort, hoewel parthenogenetische voortplanting ook voorkomt in sommige populaties van Artemia salina. Het paren gebeurt meestal net na de laatste vervelling van het vrouwtje. Het mannetje grijpt het vrouwtje vast met zijn antennes van enkele seconden tot verscheidene dagen naargelang van de soort. De bijna volwassen vrouwtjes worden vaak vergezeld van een hele resem paargrage mannetjes.
Na de bevruchting worden de embryo's meegedragen in een broedzak op het achterste potenloze deel van het lichaam. De eieren worden na enkele dagen vrij in het water geloosd, waarna ze in de bodem terechtkomen. Vrouwtjes kunnen zomereieren of wintereieren (cysten) produceren. Zomereitjes ontluiken snel. De larven ontwikkelen zich al in de broedzak en de juvenielen van die generatie zullen dezelfde poelen bevolken waarin ze werden gelegd. De cysten (wintereitjes) van pekelkreeftjes zijn opmerkelijk, omdat ze zijn omgeven door een dikke wand die hen in staat stelt om uitdroging, hoge en lage temperaturen en inslikken door vogels te weerstaan. Ze ontwikkelen tot een gastrula met ongeveer 4000 cellen, en dan stopt het ontwikkelen om ongunstige omstandigheden te overleven. Deze fase van latentie kan mogelijk meer dan een eeuw duren bij bepaalde soorten.
Wintereitjes komen gewoonlijk 30 uur na blootstelling aan water uit. Onder geschikte omstandigheden komen de eitjes uit als nauplii of metanauplii die verschillende vervellingen ondergaan vóór het bereiken van de geslachtsrijpe vorm.

## Systematiek
De orde Anostraca kan worden onderverdeeld in negen families:
- Artemiidae Grochowski, 1896
- Branchinectidae Daday, 1910
- Branchipodidae H. Milne Edwards, 1840
- Chirocephalidae Daday, 1910
- Parartemiidae Daday, 1910
- Polyartemiidae Simon, 1886
- Streptocephalidae Daday, 1910
- Tanymastigiidae Weekers et al., 2002
- Thamnocephalidae Simon, 1886